# 캐리 스콧
케리 스콧(Carey Scott, 1965년 6월 21일 ~ )은 미국의 배우이다.
로스앤젤레스에서 태어났다.

## 출연 작품
- 아마겟돈 아메리카 (2016년)
- 신은 죽지 않았다 2 (2016년) - 리차드 타울리 역
- 페이스 오브 아워 파더스 (2015년)
- 아이 엠 가브리엘 (2012년)
- 크로스: 신의후예 (2011, Cross) - 부바 역
- 홀리맨 언더커버 (2010년) - 하워드 역
- 아메리칸 헤이레스 (2007년)
- 빅 러브 (2006년)
- 브루스 올마이티 (2003년)
- 레이크 (1998년)
- 인베이드 (1998년)
- 브루드하운드 (1997년)
- 정글의 추적자 (1996년)
- 증발 (1995년)
- 리퍼 맨 (1995년)
- 탑 독 (1995년)
- 시티 레인져 (1993년)
- 레니게이드 (1992년)
- 다이빙 인 (1990, Diving In)
- 내 사랑 사이보그 (1987년)
- 미망의 여인 (1987년)
- 메이킹 더 그레이드 (1984년)
- 럭키 댄싱 2 (1984, Gimme an 'F') - 너드 역

### 텔레비전
- 잭과 코디, 우리집은 호텔 스위트 룸 (2005)